# 都路村

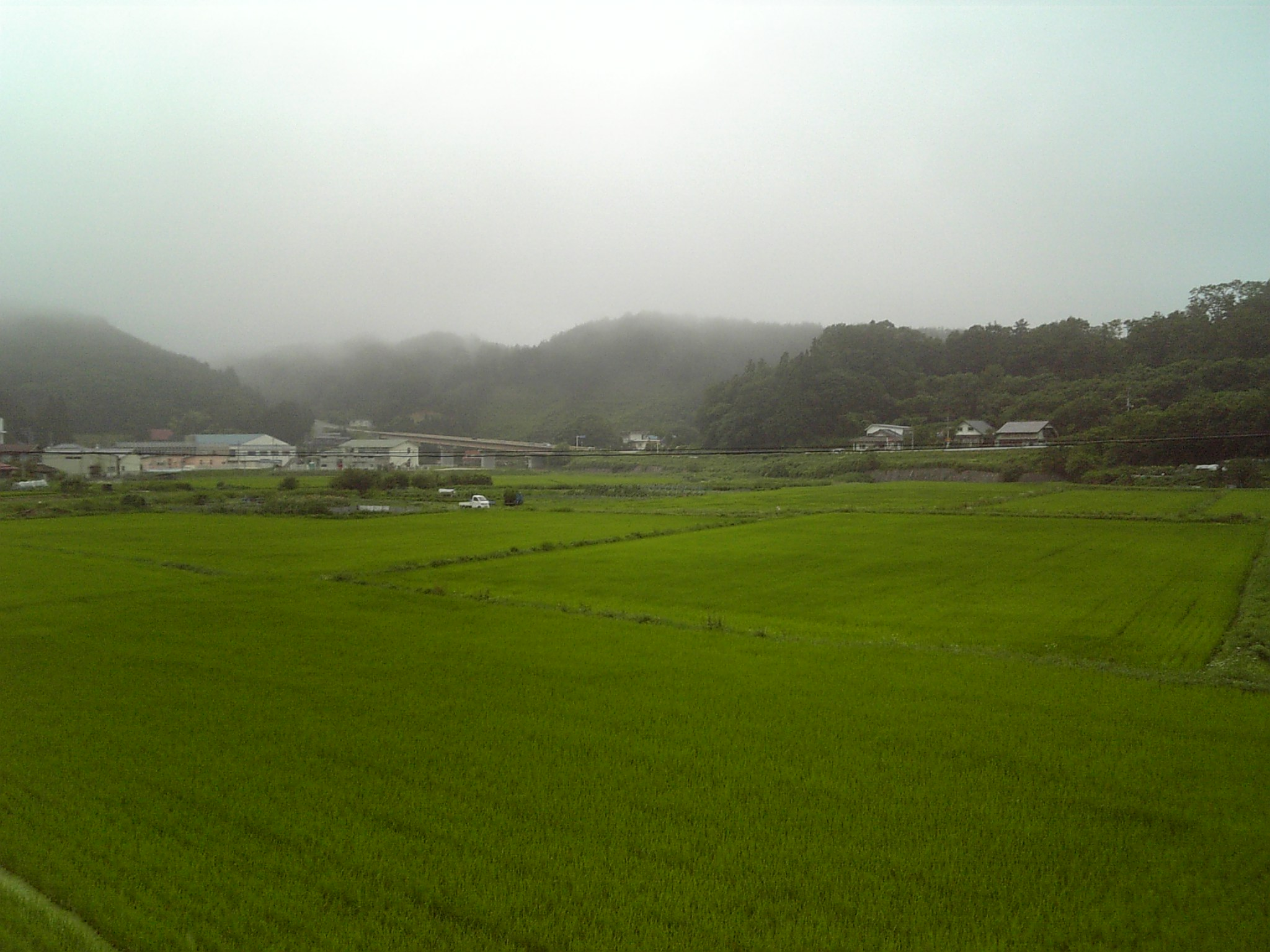
村内の水田

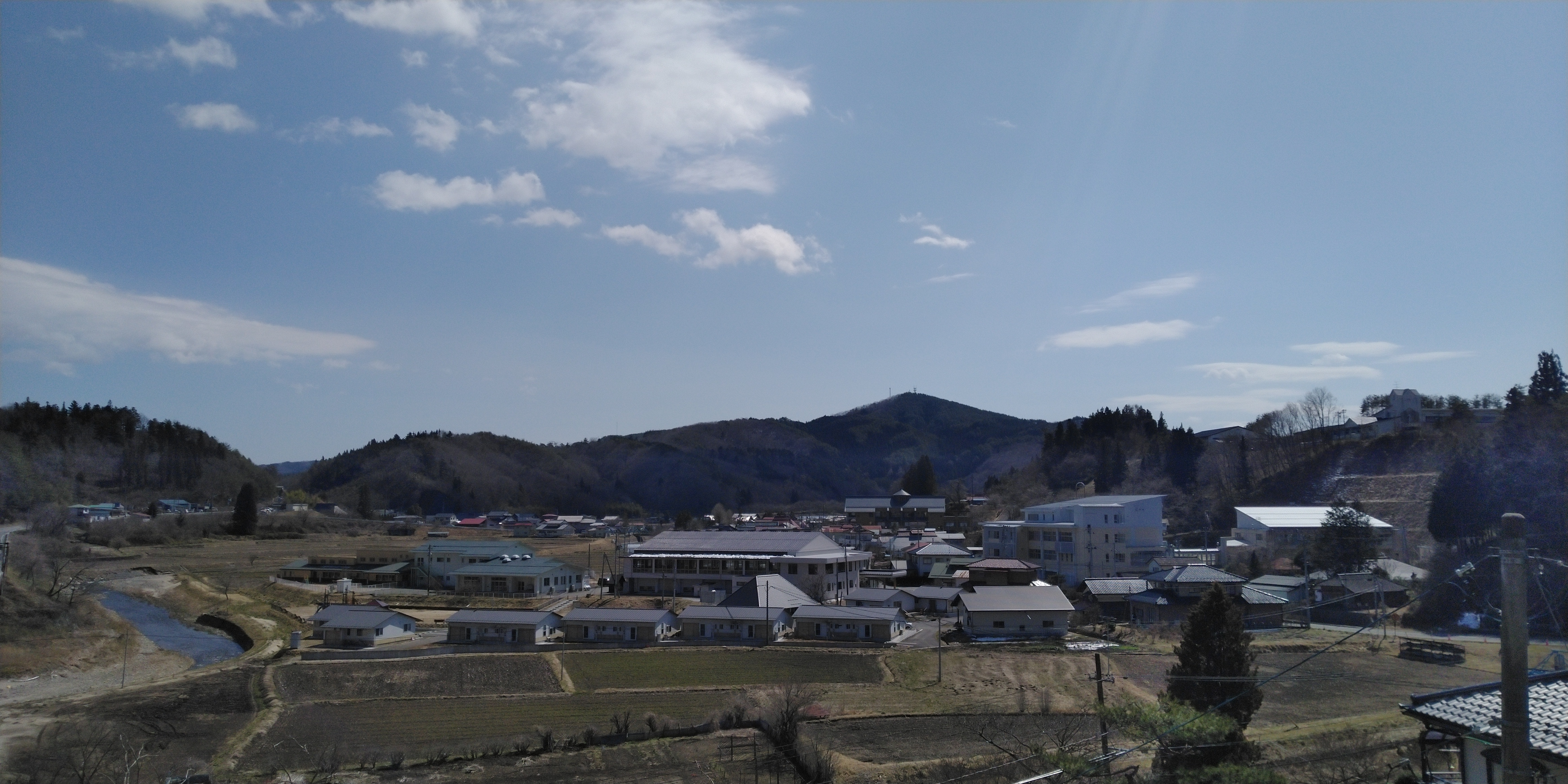
国道288号線より望む都路・古道地区

都路村（みやこじむら）は、福島県の中通り東部に置かれていた村。田村郡に属した。
2005年（平成17年）3月1日、田村郡の周辺4町と合併し、田村市の一部となった。

## 地理
地理的には浜通りに位置しているが、歴史的には田村氏が古くから治めていたため、中通りに属する。

### 河川・湖沼
- 高瀬川
- 古道川
- 山口川
- 南川
- 古道川ダム
- 行司ヶ沢

### 山岳・丘陵
- 大鷹鳥谷山
- 鳴子山
- 桧山
- 鎌倉岳
- 五十人山
- 三郡森

### 隣接していた自治体
- 田村郡
  - 常葉町
  - 船引町
- 双葉郡
  - 川内村
  - 葛尾村
  - 浪江町
  - 大熊町

## 歴史

### 年表
- 1889年（明治22年）4月1日 - 町村制施行により、田村郡岩井沢村・古道村の区域をもって成立[1][2]。
- 1970年（昭和45年）4月1日 - 国道288号が制定。
- 1982年（昭和57年）4月1日 - 国道399号が制定。
- 2005年（平成17年）3月1日 - 田村郡滝根町、大越町、常葉町、船引町と合併し、田村市が発足。同日都路村廃止。

## 教育

### 小学校
- 都路村立古道小学校
- 都路村立岩井沢小学校
- 都路村立大久保小学校

### 中学校
- 都路村立都路中学校

## 交通

### 鉄道
村内を鉄道路線は通っていない。

### 路線バス
- 福島交通

### 道路
一般国道
- 国道288号
- 国道399号

一般県道
- 福島県道381号あぶくま洞都路線

## 観光

### 観光地
- 行司ヶ滝 - 「福島の水30選」、「福島の遊歩道50選」に数えられている滝。
- グリーンパーク都路 - バーベキューハウスやオートキャンプ場、パークゴルフ場などがあるリゾート施設。現在は閉鎖。
- おおたかどや山標準電波送信所 - 1999年から日本の標準電波を送信している。
- 石橋遺跡 - 1979年（昭和54年）、縄文時代前期の竪穴建物3棟の他、多数の土坑等が発見された。
- 古代亀石 - 亀の形をした巨石で、高さ10.7m、周囲50.5m、重さは2,800t。
- 不動山円寿寺 - 総本山は奈良県の長谷寺。本堂の脇仏として安置されている木像阿弥陀如来仏像は運慶作と言い継がれている。
- 岩井沢三匹獅子舞 - 200年以上の歴史を持ち、毎年10月最終日曜日に天日鷲神社に奉納される。

### 特産品
- エゴマ油
- 都路とうふ
- クラフトビール

## 産業

### 主な企業
- 東友建設
- 都路林産開発
- ヤマトシステムエンジニア
- (株)ホップジャパン

### 商業施設
- Domo岩井沢店
- 都路スイーツゆい
- よりあい処 華
- ホップガーデンブルワリー

### 金融機関
- 福島さくら農業協同組合